# Šumavské muzeum
Šumavské muzeum (Böhmerwaldmuseum) v Horní Plané, okres Český Krumlov bylo založeno v roce 1923 a zaniklo v letech 1945–1950. Zájmovou oblastí Šumavského německého muzea byla část Československé republiky od Tachova po Novou Bystřici.

## Historie
Schůzka zakladatelů Šumavského muzea (Böhmerwaldmuseum) se uskutečnila v Horní Plané 5. června 1921, kde byla veřejnost seznámena s úmyslem založit muzejní spolek a zřídit šumavské muzeum. Tato událost se týkala německého obyvatelstva z celé oblasti Šumavy. Zakladatelé měli představu, že muzeum bude regionální základnou německého obyvatelstva a budou zde probíhat výstavy a akce směřující k národnímu sebevědomí německých občanů. Zájmová oblast muzea byla vymezena od Tachovska po Novou Bystřici. Spolek koupil v Horní Plané dům č. 115 s pozemkem a 8. července 1923 bylo muzeum slavnostně otevřeno.
Ve čtrnácti, později v šestnácti místnostech byly vystaveny předměty patřící Šumavskému spolku, geologické a národopisné exponáty, německé kroje, modely vodních pil a lesních drah, selský nábytek, předměty z ozvučeného dřeva, sbírka hub, archeologické vykopávky, staré zbraně. Pozornost byla věnována dokumentaci lesa a lesní výrobě. Čestná místnost byla věnována památkám na spisovatele Adalberta Stiftera, rodáka z Horní Plané. V muzeu byly instalovány modely divadla pašijových her z Hořic na Šumavě a zámku v Hluboké nad Vltavou. V muzejní knihovně byly uchovávány rukopisy děl šumavských autorů. Muzeum vydávalo a prodávalo spisy vlastivědného obsahu od historiků Gustava Jungbauera, A. Schmidta, R. Kubitschka, Wagnera. Na provoz muzea finančně přispívali všichni členové. Vedoucím muzea se stal Gustav Jungbauer a na jeho návrh byl v roce 1942 jmenován ředitelem muzea dr. Alois Grosschopf. Ten se zabýval především národopisem. Muzeum též zřídilo muzejní park, který navazoval na pietní místo s pomníkem Adalberta Stiftera na Dobré Vodě.
V roce 1945 si prohlédli muzeum pověřenci z Národního muzea pro dozor nad muzei v pohraničí a navrhli některé předměty odstranit a upravit výstavní instalaci. Z korespondence v dalších letech mezi pověřenci a Místním národním výborem v Horní Plané vyplývá, že část sbírek byla vykradena a správa muzea byla převedena pod Místní národní výbor v Horní Plané. Ten měl zajistit bezpečnost a ochranu muzejních sbírek, neboť v přízemí budovy byl zřízen sklad obilí hospodářského družstva. V roce 1947 se o dočasnou správu muzea přihlásil Klub českých turistů s cílem oživit prostřednictvím muzea turistický ruch v této části Šumavy. Národní kulturní komise svým rozhodnutím čj. 1905/47 učinila ze Šumavského muzea v Horní Plané státní kulturní majetek. O správu muzea v Horní Plané se po únoru 1948 vedly spory mezi Místním národním výborem v Horní Plané, muzeem v Českých Budějovicích a muzeem v Českém Krumlově. Konečná delimitace Šumavského muzea proběhla v roce 1949, kdy byly pravěké sbírky převezeny do muzea v Českém Krumlově. Ostatní sbírky byly postupně v letech 1949 až 1950 přebírány muzei v Českých Budějovicích a v Českém Krumlově a velký prelátský vůz byl předán do Národního technického muzea v Praze. Muzejní budova v Horní Plané slouží škole.